# Pedro Barreto
Pedro Ricardo Barreto Jimeno (Lima, 12. veljače 1944.) je peruanski prelat Katoličke Crkve koji je bio nadbiskup Huancaya od 2004. do 2024. godine. Kardinal je od 2018. godine.

## Vanjske poveznice
- Barreto Jimeno Card. Pedro Ricardo, S.I. Holy See Press Office. Inačica izvorne stranice arhivirana 14. srpnja 2018. Pristupljeno 14. srpnja 2018.